# Honeysuckle Weeks
Honeysuckle Hero Susan Weeks (ur. 1 sierpnia 1979 w Cardiff) – brytyjska aktorka, znana m.in. z roli Samanthy Stewart w serialu Detektyw Foyle.
W teatrze występowała już jako dziecko (Chichester Festival Theatre), w 1993 roku zadebiutowała w serialu telewizyjnym Goggle Eyes. Uczyła się w Roedean School, a potem w Pembroke College w Oksfordzie, gdzie studiowała język angielski.
W 2004 roku została nominowana do Narodowej Nagrody Telewizyjnej, przyznawanej przez brytyjską Akademię Telewizyjną.
Jej rodzeństwo, siostra Perdita i brat Rollo, również zajmuje się aktorstwem. W 2007 roku Honeysuckle Weeks wyszła za mąż za terapeutę Lorne'a Stormontha-Darlinga.

## Wybrana filmografia
- 1989: Poirot jako Rhoda Dawes
- 1994: Ciemne oko jako Faith (dziecko)
- 1997: Morderstwa w Midsomer jako Fleur Bridges
- 2001: Mój brat Tom jako Sarah
- 2002–2008: Detektyw Foyle jako Samantha Stewart